# Kryvbass Kryvy Rih
Maillots
Le Futbolnyï Kloub Kryvbas Kryvyï Rih (en ukrainien : Футбольний клуб Кривбас Кривий Ріг), plus couramment abrégé en Kryvbas Kryvyï Rih, est un club ukrainien de football fondé en 1959 et basé dans la ville de Kryvyï Rih.

## Histoire

### Historique
- 1959 : fondation du club sous le nom de Avanguard Kryvy Rih
- 1966 : le club est renommé Kryvbass Kryvyï Rih
- 1992 : le club est renommé FK Kryvbas Kryvyï Rih
- 1999 : 1re participation à une Coupe d'Europe (C3, saison 1999/2000)
- 2013 : fermeture du club
- 2020 : refondation du club

### Histoire du club
En 2013, le club fait faillite et est rayé de la Première Ligue. En août 2020, le club est refondé sur la base d'un autre club de la ville, le Hirnyk Kryvyi Rih.

## Bilan sportif

### Palmarès
| Compétitions nationales                    |
| ------------------------------------------ |
| - Coupe d'Ukraine : - Finaliste : 1999-00. |

### Classements en championnat
La frise ci-dessous résume les classements successifs du club en championnat d'Union soviétique.
La frise ci-dessous résume les classements successifs du club en championnat d'Ukraine.

### Bilan européen
Note : dans les résultats ci-dessous, le score du club est toujours donné en premier.
| Saison    | Compétition      | Tour              | Adversaire     | Domicile | Extérieur | Total |
| --------- | ---------------- | ----------------- | -------------- | -------- | --------- | ----- |
| 1999-2000 | Coupe UEFA       | Tour préliminaire | FK Şəmkir      | 3 - 0    | 2 - 0     | 5 - 0 |
| 1999-2000 | Coupe UEFA       | Premier tour      | Parme FC       | 0 - 3    | 2 - 3     | 2 - 6 |
| 2000-2001 | Coupe UEFA       | Premier tour      | FC Nantes      | 0 - 1    | 0 - 5     | 0 - 6 |
| 2024-2025 | Ligue Europa     | Troisième tour Q  | Viktoria Plzeň | 1 - 2    | 0 - 1     | 1 - 3 |
| 2024-2025 | Ligue Conférence | Barrages Q        | Real Betis     | 0 - 2    | 0 - 3     | 0 - 5 |

Légende
- Victoire ou qualification pour le tour suivant
- Match nul
- Défaite ou élimination de la compétition

## Personnalités du club

### Présidents du club
- Taras Stretovytch
- Konstantine Karamanits

### Entraîneurs du club
| - Myron Markevych (1996) - Oleh Taran (1997 - 2000) - Hennadyy Litovchenko (2000 - 2001) - Ihor Nadein (2002) | - Oleksandr Ichtchenko (2002 - 2003) - Volodymyr Muntian (2003) - Oleksandr Kosevitch (2004 - 2007) - Oleh Taran (2007 - 2009) | - Youriy Maksymov (2010 - 2012) - Vitaliy Kvartsyanyi (2012) - Oleh Taran (2012 - 2013) - ?? (2013-2020 - Hennadiy Prykhodko (août 2020-sep. 2021) - Oleksandr Babych (oct. 2021-juin 2022) - Yuriy Vernydub (juin 2022-juin 2025) - Patrick Van Leeuwen (depuis juin 2025) |

### Joueurs emblématiques
- Valentyn Viktorovych Platonov (en) 🇺🇦
- Yuriy Shturko (en) 🇺🇦
- Michel Babatunde 🇳🇬
- Hennadiy Moroz 🇺🇦
- Vasyl Mazur (en) 🇺🇦
- Khamza Dubaz 🇲🇦
- Hennadiy Moroz (en) 🇺🇦